# Pieter van den Hoogenband
Pieter Cornelis Martijn van den Hoogenband (* 14. März 1978 in Maastricht) ist ein ehemaliger niederländischer Schwimmer. Bei den Olympischen Spielen 2000 und 2004 gewann er insgesamt drei Goldmedaillen.

## Werdegang
Van den Hoogenband wuchs in Geldrop auf. Dort begann er in der Schwimmabteilung der PSV Eindhoven mit dem Training. Sein Vater arbeitete bei dem Verein als Mannschaftsarzt für das Fußballteam in der niederländischen Eredivisie.
Seine ersten Erfolge feierte van den Hoogenband bei den Europäischen Olympischen Sommer-Jugendtagen 1993. Den internationalen Durchbruch schaffte er drei Jahre später. Als 18-Jähriger überraschte van den Hoogenband während der Olympischen Spiele 1996 in Atlanta die Fachwelt, als er sowohl über 100 m Freistil als auch über die 200 m Freistil jeweils den vierten Platz erreichte.
Nach dem Gewinn von sechs Goldmedaillen bei den Schwimmeuropameisterschaften 1999 galt er 2000 als einer der Favoriten für die Olympischen Spiele. Über 200 m Freistil traf er auf seinen schärfsten Rivalen, den Australier und Weltrekordhalter Ian Thorpe. Bereits im Halbfinale unterbot van den Hoogenband Thorpes Weltrekord um 63 Hundertstelsekunden, Thorpe war aber nur um zwei Hundertstel langsamer. Im Finale gelang es van den Hoogenband seinen Weltrekord einzustellen und er gewann die Goldmedaille. Auch im Rennen über 100 m Freistil schwamm van den Hoogenband bereits im Halbfinale Weltrekord. Im Finale sicherte er sich seine zweite Goldmedaille und entthronte den zweifachen Olympiasieger Alexander Popow. Er gewann zwei weitere Medaillen in Bronze über 50 m Freistil und mit der niederländischen 4 × 200-m-Freistilstaffel.
Bei den Schwimmweltmeisterschaften 2001 im japanischen Fukuoka gewann van den Hoogenband vier Silbermedaillen über 50 m, 100 m und 200 m Freistil sowie mit der 4 × 100-m-Freistilstaffel. Bei den Olympischen Sommerspielen 2004 in Athen gewann er Gold über 100 m Freistil sowie Silber über 200 m Freistil und mit der niederländischen 4 × 100-m-Staffel. Bei den Schwimmeuropameisterschaften 2006 in Budapest folgten eine Goldmedaille über 200 m Freistil und die Bronzemedaille über 100 m Freistil.
Nach dem fünften Platz im 100-m-Freistilfinale bei den Olympischen Sommerspielen 2008 in Peking gab van den Hoogenband seinen Rücktritt vom aktiven Schwimmsport bekannt.

## Auszeichnungen
- Europas Sportler des Jahres: 2000
- Weltschwimmer des Jahres: 2000
- Europäischer Schwimmer des Jahres: 1999, 2000, 2002, 2004
- Niederländischer Sportler des Jahres: 1999, 2000, 2004
- Weltsportler des Jahres (La Gazzetta dello Sport): 2000
- Aufnahme in die International Swimming Hall of Fame: 2013[2]